# Grignoux
Les Grignoux est une ASBL liégeoise de promotion et d'exploitation de films cinématographiques. Elle gère les cinémas Le Parc, Le Churchill, Le Sauvenière à Liège, et depuis 2016 le cinéma Le Caméo à Namur.

## Origine du nom
Grignous est un néologisme wallon du XVIIe siècle formé à partir de « grigneus » (grincheux) par imitation du suffixe « -ou » de tchirou, Tchirous. Le mot a pris dès le départ une marque du pluriel française : Grignoux, modifiée en Grignous au XXe siècle, en wallon, dans le cadre du système Feller, puis du wallon unifié.[pas clair]
Au début du XVIIe siècle, la vie politique en principauté de Liège a vécu à un rythme mouvementé du fait de l'opposition constante entre le parti populaire des Grignoux et le parti aristocratique des Chiroux qui est une francisation de tchirou « bergeronnette grise » ou « hirondelle des fenêtres » en wallon, en rapport avec leur habit noir et bas de chausse blancs.

## Historique de l'ASBL
Ayant débuté en 1982 avec une seule salle (Le Parc), le projet des Grignoux n'a cessé de prendre de l'ampleur. En 1993, s'est ouvert Le Churchill avec trois salles au centre de Liège et en 2008 Le Sauvenière avec 4 salles place Xavier Neujean (centre de Liège).
Les Grignoux gère depuis 2016 le cinéma Le Caméo à Namur.

## Salles
Le Churchill et Le Sauvenière projettent des films récents, en version originale sous-titrée, et se consacrent notamment à la défense des films européens. Ils sont membres du circuit Europa Cinemas, ce qui les oblige à diffuser des films subventionnés.
Bien que les salles des Grignoux fassent partie du réseau de salles dites « Art et Essai » (tout comme le Parc à Charleroi, le Plaza Art à Mons et le Forum à Namur), le but de cette association n'est pas de projeter du cinéma hors-norme (essais cinématographiques, cinéma expérimental ou underground, films inhabituels dans le fond ou la forme). En pratique, elle diffuse du cinéma subventionné grand public, mais aussi de grands classiques du cinéma au rythme d'une séance par semaine (films sélectionnés dans sa collection par la Cinémathèque royale de Belgique).
L'association dirige également une société de distribution, le Parc Distribution, spécialisée dans les films d'animation pour enfants (par exemple Les Trois Brigands), et propose, en outre, un programme de films destinés spécifiquement au public des écoles, pour qui les Grignoux ont réalisé plus de trois cents dossiers pédagogiques consacrés à des films récents ou plus anciens.

## Subventions
Entre 2023 et 2026, les cinémas des Grignoux sont subventionnés, notamment par la Communauté française Wallonie-Bruxelles à hauteur de 230 000 euros par an pour les salles liégeoises et 120 000 euros pour les salles namuroises.

### Liste des salles
- Le Parc compte une salle de 424 sièges. Elle reçoit 79 259 spectateurs par an en moyenne. Équipement : 35 mm, 16 mm, Dolby SR(D), Digital DTS
- Le Churchill compte trois salles de 203, 113 et 60 places. Équipement : 35 mm, 16 mm, Dolby SR(D) (2 salles/3), Digital DTS
- Le Sauvenière compte quatre salles. Équipement : 35 mm, 16 mm, Dolby SR(D), Digital DTS
- Le Caméo compte lui cinq salles. Le complexe a rouvert en 2016[6].

## Distinctions
- 2005 : Prix Roger Vanthournout
- 2013 : Prix du Public pour les Générations Futures
- 2014 :
  - Prix de l’économie sociale et le prix du Public
  -  Officier du Mérite wallon (O.M.W.)